# Áo dài

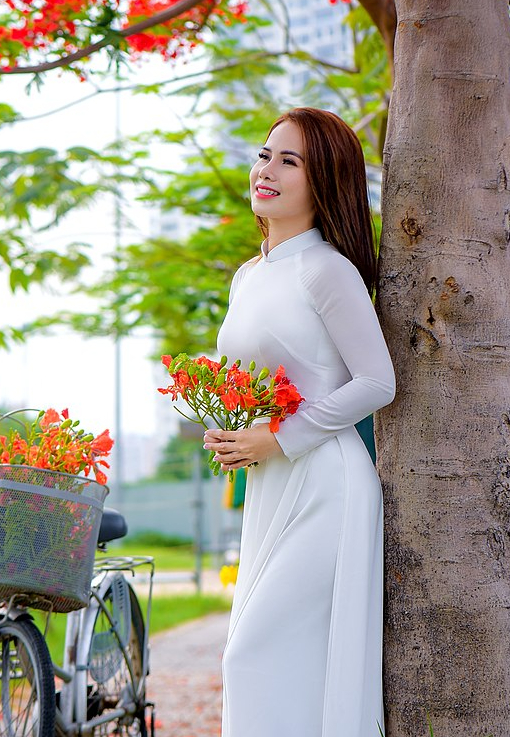
Una noia que porta Áo dài. Maig 2021

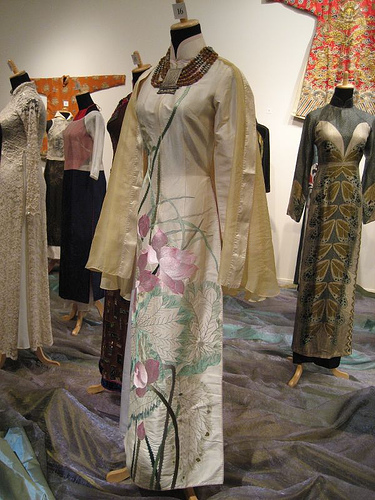
Exposició d'Áo dài

Ao dài és el vestit tradicional del Vietnam, utilitzat majoritàriament per dones. Es van originar al Vietnam del Sud durant la dinastia Nguyen. La seva versió actual és un vestit llarg lleugerament cenyit a la part superior, que té una túnica principalment realitzada en seda sobre uns pantalonss.
La paraula «ao dai» s'emprava originalment per a la vestimenta de la cort dels lords Nguyễn de Huế al segle xviii. Aquestes peces van evolucionar cap a un ao ngũ thân, un vestit de cinc peces utilitzat per la reialesa al segle xix i principis del segle xx. Inspirats en la moda parisenca, Nguyễn Cát Tường i altres artistes de Hanoi van convertir el ngũ thân en un vestit modern durant les dècades de 1920 i 1930. Les revistes i publicacions nacionals van convertir aquesta peça en un símbol, i en la dècada de 1950 es va popularitzar un disseny realitzat a Saigon, el conegut com a Ao dai.
L'ao dai s'assembla als salwar kameez, o als kurta de països pertanyents a la cultura indo-islàmica com ara l'Índia, el Pakistan, l'Àsia central, etc.